# Nokia E61
Nokia E61 – smartfon z serii E firmy Nokia. 
Telefon wyposażony jest w pełną klawiaturę QWERTY z podświetleniem. Posiada wyświetlacz poziomy o rozdzielczości 320x240 pikseli obsługujący 16 milionów kolorów. Umożliwia dostęp do sieci WLAN, z komputerem komunikuje się za pomocą kabla USB, odbiornika Bluetooth lub IrDA.

## Funkcje
- Działa w sieciach GSM 850/900/1800/1900 MHz i WCDMA 2100 MHz (3GPP Release 4)
- Pamięć na dane użytkownika o pojemności 64 MB, możliwość powiększenia pamięci za pomocą karty pamięci miniSD (do 2 GB)
- System operacyjny Symbian OS 9.1 (Series 60; s60v3)
- Aplikacja do poczty e-mail prywatnej i służbowej
- Wybieranie głosowe, polecenia głosowe do korzystania ze skrótów menu
- Blokowanie klawiatury i profilów
- Wiadomości tekstowe SMS i multimedialne MMS, wersja 1.2)
- Złącze Pop-Port
- Bluetooth
- IrDA
- WiFi

## Inne
- Osobiste skróty i profile
- Budzik
- Odtwarzacz muzyki (MP3/AAC)
- Notatnik do robienia krótkich notatek
- W oprogramowaniu podstawowym brak automatycznej blokady klawiatury
- Kalkulator
- Duża liczba darmowych aplikacji zwiększająca funkcjonalność telefonu
- Przelicznik wartości (długość, masa, moc, ciśnienie, temperatura, czas, prędkość, objętość)
- Pakiet biurowy umożliwiający odczyt dokumentów tekstowych, arkuszy kalkulacyjnych oraz prezentacji
- Czujnik oświetlenia otoczenia sterujący jasnością wyświetlacza
- Odtwarzacz filmów RealPlayer